# Bubba Ray Dudley
Mark LoMonaco (n. 14 iulie 1971) este un wrestler profesionist american care în prezent evoluează în Ring of Honor sub numele Bully Ray. Este cel mai bine cunoscut pentru performanța sa cu WWE, sub numele de ring Bubba Ray Dudley. Este de asemenea cunoscut pentru munca sa în Extreme Championship Wrestling (ECW) din 1995 până în 1999 sub numele de ring Buh Buh Ray Dudley și cu Total Wrestling Action Nonstop (TNA) din 2005 pana în 2015 sub numele Brother Ray și Bully Ray.
Pentru o mare parte din cariera sa, LoMonaco a colaborat cu Devon Hughes, fratele său în kayfabe, D-Von ca Dudley Boyz și Team 3D. Recunoscuți ca fiind una dintre cele mai prolifice echipe de din istoria luptelor profesionale, ei sunt singura echipă care a deținut Campionatele ECW, IWGP, NWA, TNA, WCW, WWF și WWE Tag Team și au fost prima echipă introdusă în TNA Hall of Fame.